# Братово (Бургаська область)
Бра́тово (болг. Братово) — село в Бургаській області Болгарії. Входить до складу громади Бургас.

## Населення
За даними перепису населення 2011 року у селі проживали 146 осіб, усі — болгари.
Розподіл населення за віком у 2011 році:
Динаміка населення: